# Атабаска (річка)
Атаба́ска — річка на заході Канади (система річки Макензі). Довжина 1 231 кілометрів, площа басейну 153 000 км². Бере початок у Скелястих горах, протікає Великими рівнинами, посеред розробок Нафтових пісків Атабаски, впадає в озеро Атабаска.
Середні витрати 651 м³/с, льодостав з жовтня по квітень. Судноплавна від міста Мак-Маррі.